# Lynyrd Skynyrd 1991
Albums de Lynyrd Skynyrd
Southern By The Grace Of God - Lynyrd Skynyrd Tribute Tour 1987
(1988) The Last Rebel
(1993)
Singles
1. Smokestack Lightning
Sortie : juin 1991
2. Keeping the Faith
Sortie : août 1991

Lynyrd Skynyrd 1991 est le sixième album studio du groupe de rock sudiste américain Lynyrd Skynyrd. Il est sorti le 11 juin 1991 sur le label Atlantic Records et a été produit par Tom Dowd.

## Historique
Les premiers pas qui déboucherons sur la reformation du groupe furent effectués lors de la tournée qui rendait hommage aux disparus du terrible accident d'avion qui décima le groupe en octobre 1977. Cette tournée vit le retour du guitariste Ed King qui avait quitté le groupe après l'album Nuthin' Fancy et l'arrivée du frère de Ronnie Van Zant, Johnny au chant. Allen Collins, paralysé après un accident de voiture recommanda le guitariste Randall Hall, qui avait fait partie du Allen Collins Band, pour le remplacer. La tournée fut un succès, ce qui encouragea les musiciens à enregistrer un nouvel album studio.
Le groupe se retrouva fin 1990 à Memphis dans les studios Ardent avec le producteur Tom Dowd. Le groupe s'appuya aussi sur des auteurs-compositeurs, tels que Michael Lunn, Todd Cerney ou Robert White Johnson pour l'écriture des nouveaux titres.
L'album n'atteignit que la 64e place du Billboard 200 aux États-Unis, mais les deux singles Smockestack Lightning et Keeping the Faith se classèrent dans le "Top 10" des titres les plus joués sur les radios rock.
Artimus Pyle quitta le groupe à la fin de l'enregistrement de l'album, contrarié par les autres membres du groupe qui consommaient de la cocaïne et buvaient du Champagne. Il fut remplacé par Kurt Custer sur la recommandation d'Ed King qui avait été impressionné par son jeu sur l'album Copperhead Road de Steve Earle.

## Liste des titres
1. Smokestack Lightning (Todd Cerney, Ed King, Gary Rossington, Johnny Van Zant) - 4:28
2. Keeping the Faith (King, Rossington, D. Tate, J. Van Zant) - 5:18
3. Southern Women (King, Dale Krantz-Rossington, Rossington, J. Van Zant) - 4:16
4. Pure & Simple (King, Michael Lunn, J. Van Zant, Robert White Johnson) - 3:09
5. I've Seen Enough (Kurt Custer, Lunn, Rossington, J. Van Zant, White Johnson) - 4:22
6. Good Thing (Rossington, Donnie Van Zant, J. Van Zant) - 5:28
7. Money Man (King, J. Van Zant) - 3:46
8. Backstreet Crawler (Randall Hall, King, Rossington) - 5:31
9. It's a Killer (King, Rossington, D. Van Zant, J. Van Zant) - 3:54
10. Mama (Afraid to Say Goodbye) (King, Rossington, D. Van Zant, J. Van Zant) - 6:44
11. End of the Road (Cerney, King, Rossington, J. Van Zant) - 4:34

## Personnel
| Lynyrd Skynyrd - Johnny Van Zant : chant - Gary Rossington : guitares - Ed King : guitares - Randall Hall : guitares - Leon Wilkeson : basse - Billy Powell : claviers, piano - Artimus Pyle : batterie, percussions - Kurt Custer : batterie Choristes - Dale Krantz-Rossington : chœurs - Stephanie Bolton : chœurs - Susan Marshall : chœurs | Production - Tom Dowd : producteur - Kevin Elson : ingénieur du son, mixage - Carol Friedman : photographie - John Hampton : ingénieur - Bob Ludwig - Jeff Powell : assistant - Joe Reagoso - Randy Tuten : direction artistique |

## Charts
Charts album
| Pays       | Durée du classement | Meilleur classement |
| ---------- | ------------------- | ------------------- |
| Canada     | 14 semaines         | 39e                 |
| États-Unis | 16 semaines         | 64e                 |
| Suède      | 1 semaines          | 44e                 |

Charts singles
| Année | Single               | Chart                  | Position |
| ----- | -------------------- | ---------------------- | -------- |
| 1991  | Smokestack Lightning | Mainstream Rock Tracks | 2e       |
| 1991  | Keeping the Faith    | Mainstream Rock Tracks | 10e      |